# Sergej Bagapsj

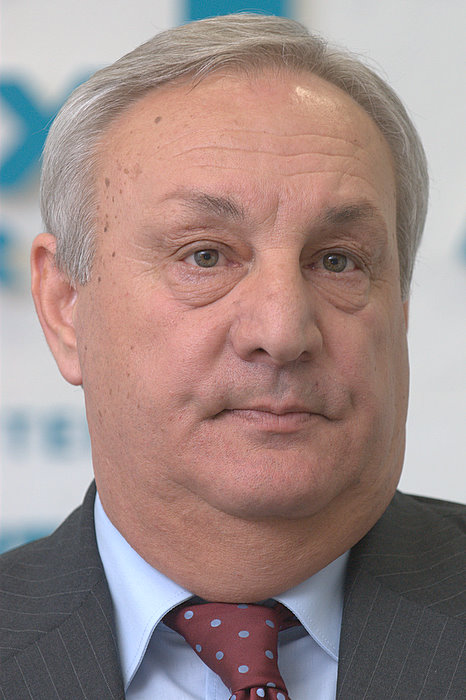
Sergej Bagapsj.

Sergej Wasyl-ipa Bagapsj (abchaziska: Сергеи Уасыл-иҧа Багаҧшь; ryska: Сергей Васильевич Багапш), född 4 mars 1949 i Suchumi, död 29 maj 2011 i Moskva, var president i den delvis internationellt erkända republiken Abchazien, vilken är erkänd av de flesta länder som en del av Georgien. Han var premiärminister från 1997 till 1999 och president från 2005 fram till sin död 2011.

## Tidigt liv
Sergej Bagapsj föddes den 4 mars 1949 i Suchumi. Bagapsj levde den största delen av sitt liv i Abchazien. Bagapsj studerade vid det georgiska universitetet för subtropiskt jordbruk i Suchumi. Under sina studier arbetade han först på en vingård och senare som säkerhetsvakt vid riksbanken. 1972 slutförde han sin militärplikt som ledare för en sovchos och blev senare instruktör hos den abchaziska regionala kommittén för Komsomol. 1978 blev Bagapsj ansvarig för informationen i den centrala kommittén av Komsomols georgiska gren och blev 1980 den första sekreteraren för den abchaziska regionala kommittén. 1982 blev Bagapsj generalsekreterare för det kommunistiska partiet i Otjamtjira-distriktet. Efter kommunismens fall blev Bagapsj affärsman och representant för den abchaziska regeringen i Moskva.

## Premiärminister

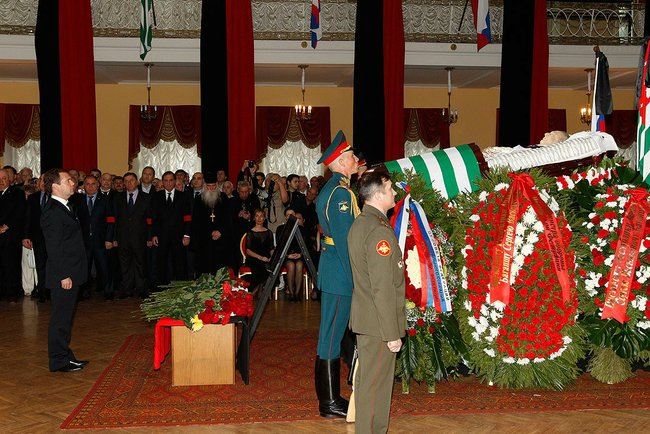
Rysslands president Dmitrij Medvedev vid Bagapsjs minnesceremoni den 30 maj 2011 i Moskva.

Sergej Bagapsj utsågs som Abchaziens premiärminister den 29 april 1997.
De georgisk-abchaziska spänningarna under Bagapsj' tid i tjänst nådde sin topp i maj 1998, när den Tbilisibaserade exilregeringen satte in styrkor längs den abchazisk-georgiska gränsen. I den resulterande konflikten, vilken i vardagligt tal döptes till "Sexdagarskriget", flydde 30 000 georgiska flyktingar över gränsen till staden Zugdidi. 1 695 georgiska hus brändes ned.

## Övrigt
Den 20 juli 2004 utsåg de båda oppositionspartierna Amtsachara och Förenade Abchazien Bagapsj till sin gemensamma presidentkandidat, vilket uteslöt den tidigare utrikesministern Sergej Sjamba från valet. I det kontroversiella presidentval som hölls år 2004 vann Bagapsj över Raul Chadzjimba, som understöddes av den utgående presidenten Vladislav Ardzinba och av Ryssland. Högsta domstolen underkände valresultatet, men de båda parterna slöt ett avtal enligt vilket Bagapsj skulle bli president och Chadzjimba vicepresident. Då de ställde upp som gemensamt alternativ i det nyval som hölls den 12 januari 2005 fick de 91,54 procent av rösterna; den rivaliserande presidentkandidaten Jakub Lakoba fick 4,7 procent. 
Bagapsj har som president sagt sig vilja bekämpa Abchaziens problem med korruption och kriminalitet. 